# Grupo de Ejércitos B
El Grupo de Ejércitos B era el nombre de tres grupos de ejércitos alemanes que actuaron durante la Segunda Guerra Mundial.

## Historia

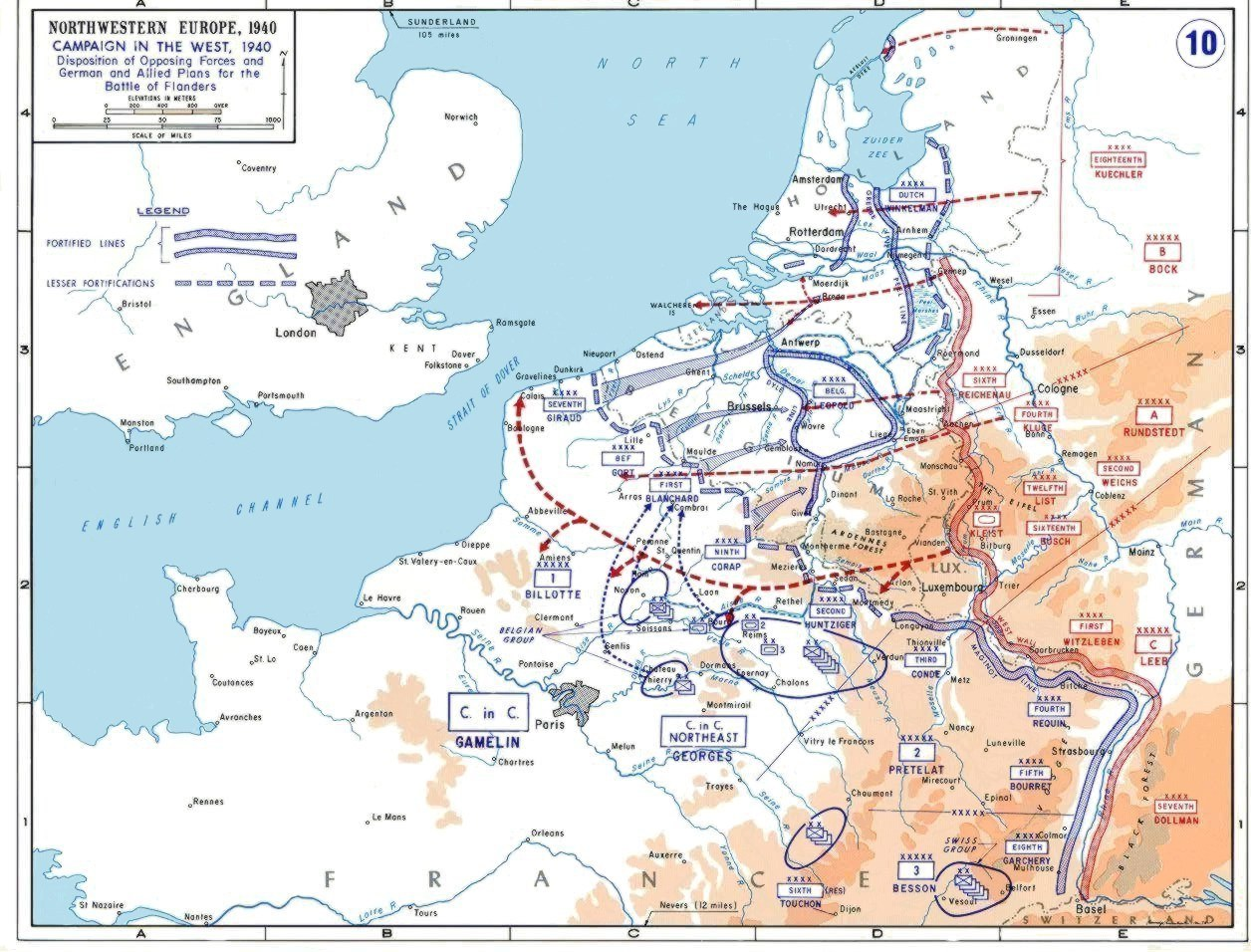
Batalla de Francia, mayo de 1940.

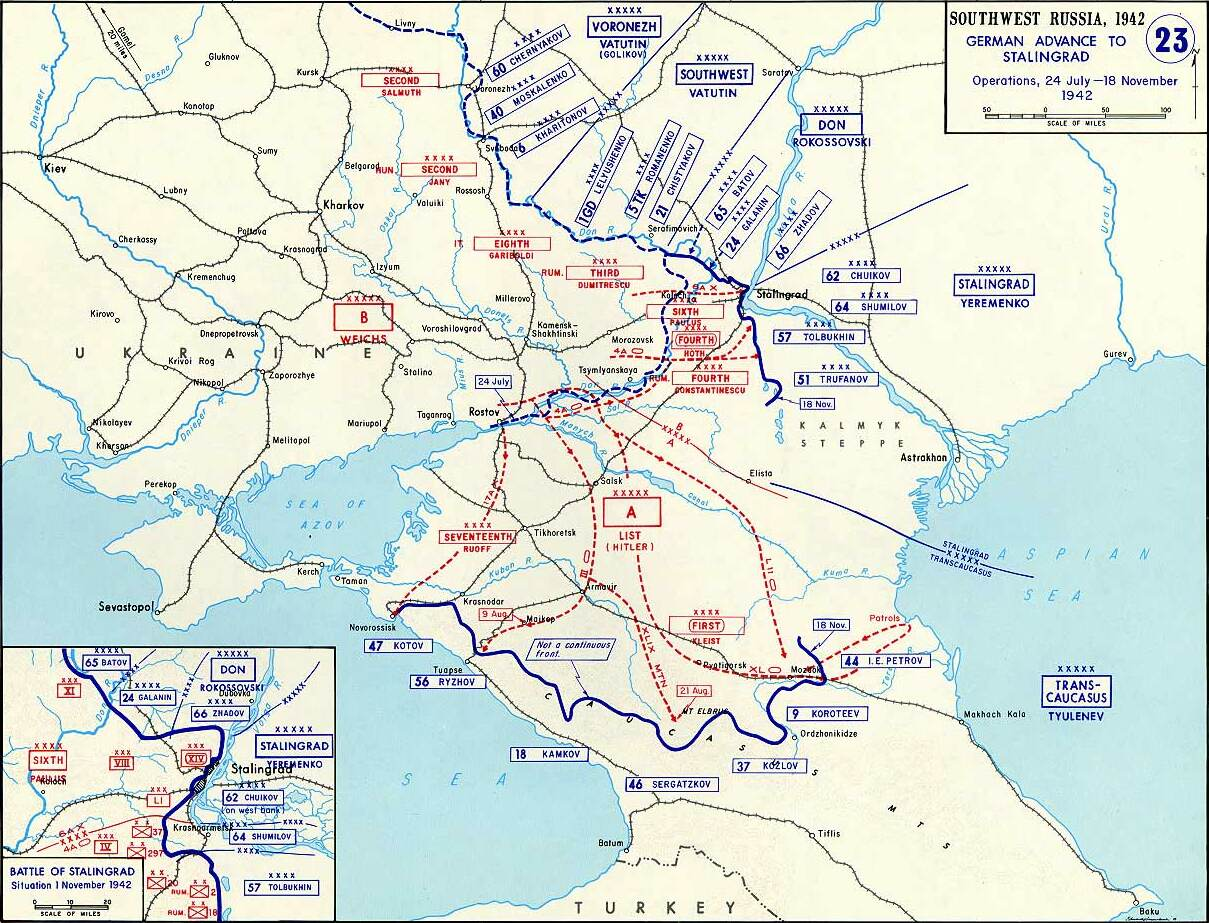
Situación en la Unión Soviética en noviembre de 1942.

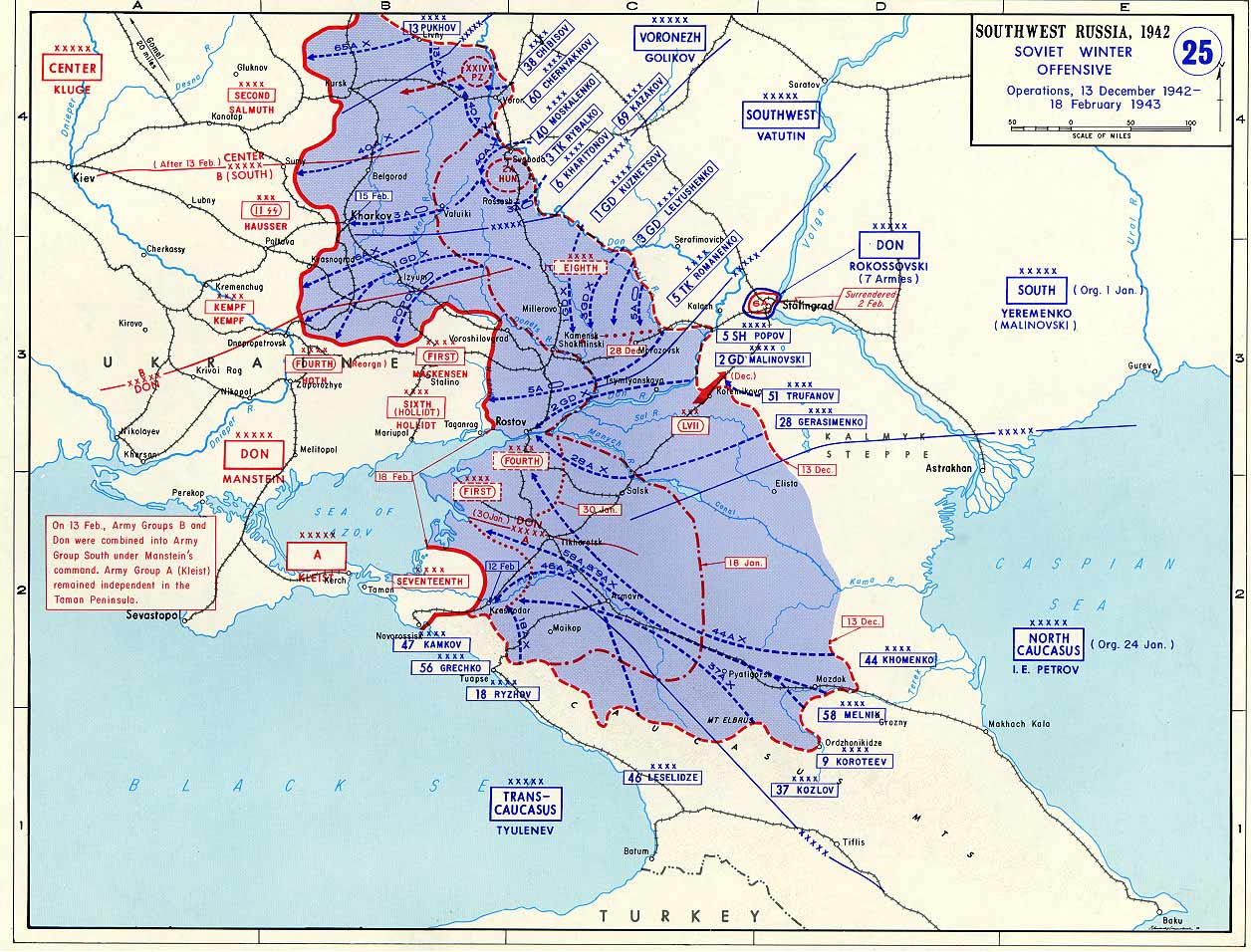
Situación en la Unión Soviética entre diciembre de 1942 y febrero de 1943.

El Grupo de Ejércitos B primero tomó parte en la batalla de Francia en 1940 en Bélgica y los Países Bajos.
La segunda formación del Grupo de Ejércitos B fue establecida cuando el Grupo de Ejército Sur fue dividido para la ofensiva de verano de 1942 en el frente oriental. Al Grupo de Ejércitos B se le dio la tarea de proteger el flanco norte del Grupo de Ejércitos A, e incluyó al 6.º Ejército durante la batalla de Stalingrado. En febrero de 1943, el Grupo de Ejércitos B y el Grupo de Ejércitos Don fueron combinados para crear el nuevo Grupo de Ejércitos Sur.
Un nuevo Grupo de Ejércitos B fue formado en el norte de Italia a las órdenes del mariscal de campo 
Erwin Rommel en julio de 1943. Su tarea era asegurar el norte de Italia después del derrocamiento de Musolini y desarmar al Ejército italiano ahí como parte de la Operación Achse. 
Después de la estabilización del frente en la Línea de Invierno al sur de Roma por el Grupo de Ejércitos C de Kesselring, y la creación de la República de Saló en el norte de Italia, el Grupo de Ejércitos B fue trasladado al norte de Francia el 26 de noviembre de 1943. El Grupo de Ejércitos B participó en la batalla de Normandía. El 19 de julio de 1944, el mariscal de campo Günther von Kluge tomó el mando de manos del enfermo Rommel. Durante la ofensiva Aliada en agosto, cuando la bolsa de Falaise amenazaba con rodear completamente el Grupo de Ejércitos B, Kluge fue remplazado por el mariscal de campo Walter Model el 17 de agosto. Kluge fue llamado a Berlín y el 19 de agosto se suicidó  por miedo a ser implicado en el complot del 20 de julio contra Hitler. El Grupo de Ejércitos B escapó a través del Sena pero perdió cerca de 60.000 tropas y gran parte de su equipo.
Trasladándose a los Países Bajos, Model con su cuartel general localizado en Oosterbeek cerca de Arnhem, fue sorprendido el 17 de septiembre por el inicio de la Operación Market Garden. El grupo de ejércitos participó en la batalla de las Ardenas. El grupo de ejércitos fue aislado en la bolsa del Ruhr en el norte de Alemania, y después de ser dividido en secciones más y más pequeñas, la sección final se rindió a los Aliados el 21 de abril de 1945. Model se suicidó el mismo día antes que ser juzgado por los soviéticos por crímenes de guerra cometidos en el frente oriental.

## Comandantes
Frente occidental
| N.º | Retrato | Comandante                                      | Desde                 | Hasta               |
| --- | ------- | ----------------------------------------------- | --------------------- | ------------------- |
| 1   |         | Generalfeldmarschall Fedor von Bock (1880-1945) | 12 de octubre de 1939 | 22 de junio de 1941 |

Frente oriental
| N.º | Retrato | Comandante                                      | Desde          | Hasta           |
| --- | ------- | ----------------------------------------------- | -------------- | --------------- |
| 1   |         | Generaloberst Maximilian von Weichs (1881-1954) | Agosto de 1942 | Febrero de 1943 |

Norte de Italia/Norte de Francia
| N.º | Retrato | Comandante                                         | Desde                | Hasta                |
| --- | ------- | -------------------------------------------------- | -------------------- | -------------------- |
| 1   |         | Generalfeldmarschall Erwin Rommel (1891-1944)      | 14 de julio de 1943  | 19 de julio de 1944  |
| 2   |         | Generalfeldmarschall Günther von Kluge (1882-1944) | 19 de julio de 1944  | 17 de agosto de 1944 |
| 3   |         | Generalfeldmarschall Walter Model (1891-1945)      | 17 de agosto de 1944 | 21 de abril de 1945  |

### Jefes de Estado Mayor
- 3 de octubre de 1939 - 1 de abril de 1941 - Generaloberst Hans von Salmuth

- 15 de julio de 1942 - 19 de julio de 1943 - General der Infanterie Georg von Sodenstern
- 19 de julio de 1943 - 15 de abril de 1944 - Generalleutnant Alfred Gause
- 15 de abril de 1944 - 1 de septiembre de 1944 - Generalleutnant Hans Speidel
- 25 de agosto de 1944 - General Gustav-Adolf von Zangen (Comandante del 15.º Ejército)
- 1 de septiembre de 1944 - 17 de febrero de 1945 - General der Infanterie Hans Krebs
- 1 de septiembre de 1944 - 10 de marzo de 1945 - General der Panzertruppe Hasso von Manteuffel (Comandante del 5.º Ejército Panzer)
- 3 de septiembre de 1944 - 21 de febrero de 1945 - General der Panzertruppe Erich Brandenberger (7.º Ejército)
- 26 de octubre de 1944 - 8 de mayo de 1945 - SS-Oberstgruppenführer Josef Dietrich - (Comandante del 6.º SS Ejército Panzer, Dietrich fue capturado por los americanos el 12 de mayo de 1945)
- 20 de febrero de 1945 - 17 de abril de 1945 - Generalmajor Carl Wagener

## Orden de batalla
Grupo HQ de tropas del Ejército
- 537.º Regimiento de Señales

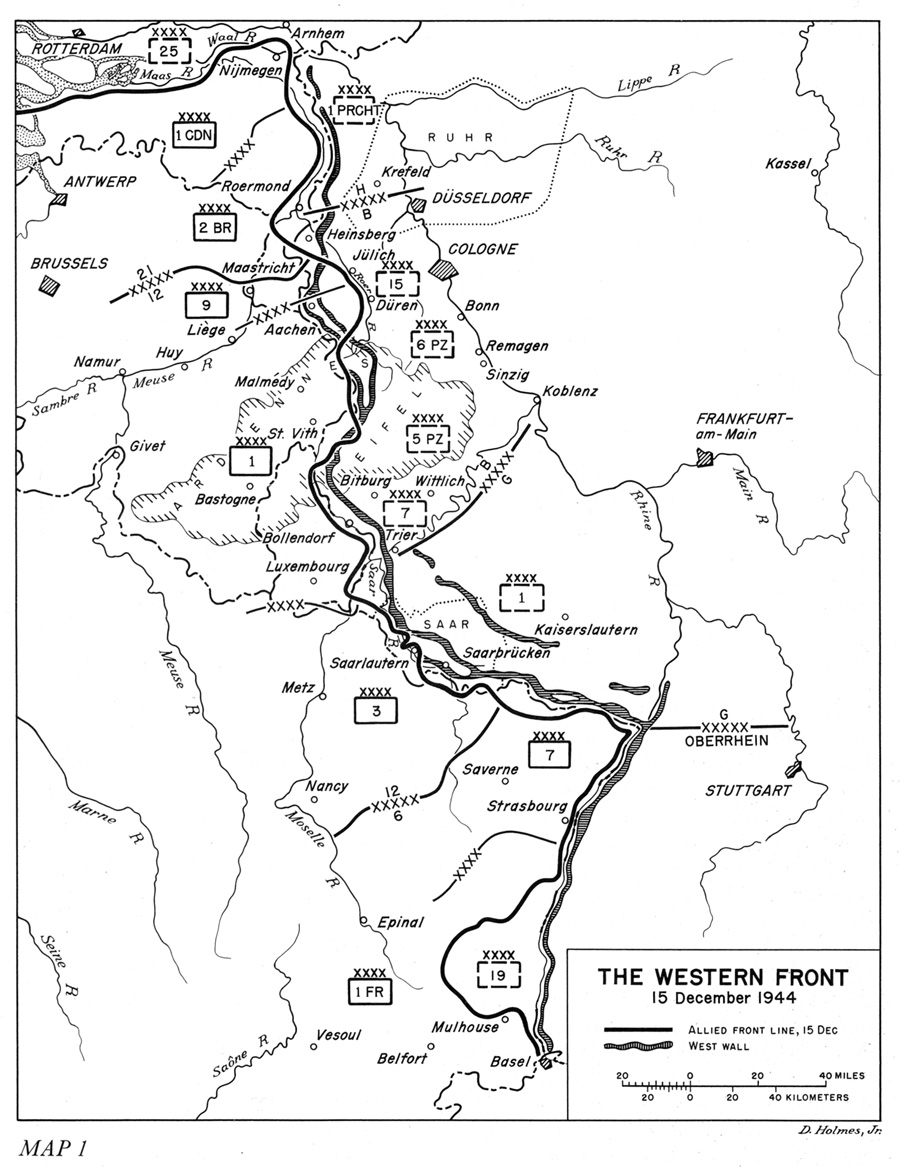
Situación en el frente Occidental el 15 de diciembre de 1944.

- 605.º Regimiento de Señales (2.º lista)

### La invasión de Francia - mayo de 1940
Comandante: Fedor von Bock
- 6.º Ejército - Walter von Reichenau
  - IV Cuerpo
  - IX Cuerpo
  - XI Cuerpo
  - XVI Cuerpo Motorizado
  - XXVII Cuerpo
- 18.º Ejército - Georg von Küchler
  - X Cuerpo
  - XXVI Cuerpo

### Fall Blau - agosto de 1942
Comandante: Generalfeldmarschall Maximilian von Weichs
- 2.º Ejército - General Hans von Salmuth
  - A.O.K. Reservas:
    - 27.º Panzer División
    - 88.º División de Infantería (en parte)

  - VII Cuerpo de Ejército
  - XIII Cuerpo de Ejército
  - LV Cuerpo de Ejército
- 2.º Ejército húngaro
  - Reservas del Ejército:
    - 1.º División de Ejército

  - III Cuerpo
  - XXIV Cuerpo Panzer
  - IV Cuerpo
  - VII Cuerpo
- 8.º Ejército italiano
  - Reservas del Ejército:
    - 3.º Regimiento de Caballería "Savoia"
    - 5.º Regimiento "Lancieri di Novara"

  - Cuerpo Alpino
  - II Cuerpo
  - XXXV Cuerpo
  - XXIX Cuerpo de Ejército
- 3.º Ejército rumano
  - 7.ª División de Caballería
  - 15.ª División de Infantería
  - I Cuerpo
  - II Cuerpo
  - V Cuerpo
  - IV Cuerpo
- 6.º Ejército - Generalfeldmarschall Friedrich Paulus
  - XI Cuerpo de Ejército
  - VIII Cuerpo de Ejército
  - XIV Cuerpo Panzer
  - LI Cuerpo de Ejército - General de Infantería Hans-Wolfgang Reinhard (desde el 8 de agosto de 1941)
    - 98.º División de Infantería - Tte. Gen. Erich Schröck
    - 113.º División de Infantería - Tte. Gen. Friedrich Zickwolff
    - 262.º División de Infantería - Tte. Gen. Edgar Theißen
- 4.º Ejército Panzer - Generaloberst Hermann Hoth
  - A.O.K. Reservas:
    - 16.º División de Infantería Motorizada
    - 29.º División de Infantería Motorizada

  - IV Cuerpo de Ejército
  - VI Cuerpo
  - VII Cuerpo

### OperaciónMarket Garden- septiembre de 1944
Comandante: Generalfeldmarschall Walther Model
- 15.º Ejército - General der Infanterie Gustav von Zangen
  - LXVIII Cuerpo
  - LXXXVIII Cuerpo
- 7.º Ejército
- 1.º Ejército de paracaidistas - General der Fallschirmtruppe Kurt Student
  - LXXXVI Cuerpo
  - II Cuerpo de paracaidistas
  - XII SS Cuerpo

Grupo de ejército de reserva
- 2.º División Panzer
- 116.º División Panzer

### Batalla de las Ardenas - diciembre de 1944
Comandante: Generalfeldmarschall Walther Model
- 5.º Ejército Panzer - General der Panzertruppen Hasso von Manteuffel
  - XXXXVII Cuerpo Panzer
  - XXXXIX Cuerpo Panzer
  - LVIII Cuerpo
  - LXVI Cuerpo
- 7.º Ejército - General der Panzertruppen Erich Brandenberger
  - LIII Cuerpo
  - LXXXV Cuerpo

### Batalla de la Cuenca del Ruhr - abril de 1945
Comandante: Generalfeldmarschall Walter Model
- Reservas
  - LIII Cuerpo
  - LXIII Cuerpo
- 5.º Ejército Panzer - Generaloberst Josef Harpe
  - XII Cuerpo
  - LVIII Cuerpo
- 15.º Ejército - General der Infanterie Gustav-Adolf von Zangen
  - LXXIV Cuerpo

## Unidades subordinadas
| Fecha              | Mandos subordinados |
| ------------------ | --- |
| 1939               | |
| Noviembre de 1939  | 4.º Ejército, 6.º Ejército, 18.º Ejército                                                                                              |
| 1940               | |
| Mayo de 1940       | 6.º Ejército, 18.º Ejército |
| Junio de 1940      | 9.º Ejército, 6.º Ejército, 4.º Ejército, Grupo Panzer Kleist (Kleist)                                                                 |
| Julio de 1940      | 7.º Ejército, 4.º Ejército |
| Agosto de 1940     | 7.º Ejército, 4.º Ejército, 6.º Ejército                                                                                               |
| Septiembre de 1940 | 18.º Ejército, 4.º Ejército, 6.º Ejército                                                                                              |
| 1941               | |
| Enero de 1941      | 18.º Ejército, 4.º Ejército, 17.º Ejército, 2.º Grupo Panzer, Comando militar en el Gobierno General                                   |
| Mayo de 1941       | 9.º Ejército, 4.º Ejército |
| 1942               | |
| Agosto de 1942     | 2.º Ejército, 2.º Ejército húngaro, 8.º Ejército italiano, XXIX Cuerpo de Ejército, 6.º Ejército, 4.º Ejército Panzer                  |
| Septiembre de 1942 | 2.º Ejército, 2.º Ejército húngaro, 8.º Ejército italiano, 6.º Ejército, 4.º Ejército Panzer                                           |
| Octubre de 1942    | 2.º Ejército, 2.º Ejército húngaro, 8.º Ejército italiano, 4.º Ejército Panzer, 3.º Ejército rumano, 4.º Ejército rumano               |
| Noviembre de 1942  | 2.º Ejército, 2.º Ejército húngaro, 8.º Ejército italiano, 6.º Ejército, 4.º Ejército Panzer, 3.º Ejército rumano, 4.º Ejército rumano |
| Diciembre de 1942  | 2.º Ejército, 2.º Ejército húngaro, 8.º Ejército italiano                                                                              |
| 1943               | |
| Enero de 1943      | 2.º Ejército, 2.º Ejército húngaro, 8.º Ejército italiano, Destacamento de Ejército Fretter-Pico                                       |
| Febrero de 1943    | 2.º Ejército, Destacamento del Ejército Lanz (Lanz), 8.º Ejército italiano, 2.º Ejército húngaro                                       |
| Septiembre de 1943 | LI Cuerpo de Ejército, II SS Cuerpo, LXXXVII Cuerpo de Ejército                                                                        |
| Diciembre de 1943  | en disposición del OKW en Dinamarca |
| 1944               | |
| Mayo de 1944       | 7.º Ejército, 15.º Ejército, comando de la Wehrmacht en los Países Bajos                                                               |
| Junio de 1944      | 7.º Ejército, 15.º Ejército, comando de la Wehrmacht en los Países Bajos, Grupo Panzer Occidental                                      |
| Agosto de 1944     | 1.º Ejército, 5.º Ejército Panzer, 7.º Ejército, 15.º Ejército, comando en los Países Bajos                                            |
| Septiembre de 1944 | 7.º Ejército, 1.º Ejército de Paracaidistas, 15.º Ejército                                                                             |
| Noviembre de 1944  | 7.º Ejército, 5.º Ejército Panzer, Grupo de Ejército Student (Student)                                                                 |
| Diciembre de 1944  | 7.º Ejército, 5.º Ejército Panzer, 6.º Ejército Panzer                                                                                 |
| 1945               | |
| Enero de 1945      | 7.º Ejército, 5.º Ejército Panzer, 6.º Ejército Panzer, 15.º Ejército                                                                  |
| Febrero de 1945    | 7.º Ejército, 5.º Ejército Panzer, 15.º Ejército                                                                                       |
| Abril de 1945      | 15.º Ejército, 5.º Ejército Panzer, Destacamento del Ejército von Lüttwitz                                                             |